# Martin Brundle
Pour les articles homonymes, voir Brundle.
Martin Brundle, né le 1er juin 1959 à King's Lynn (Norfolk), est un ancien pilote automobile anglais. Il a longtemps détenu le record du plus grand nombre de Grands Prix de Formule 1 avant d'accéder au podium (91 départs) avant d'être dépassé par Carlos Sainz Jr. (101). Après sa carrière en sport automobile, il se reconvertit en commentateur TV.

## Biographie

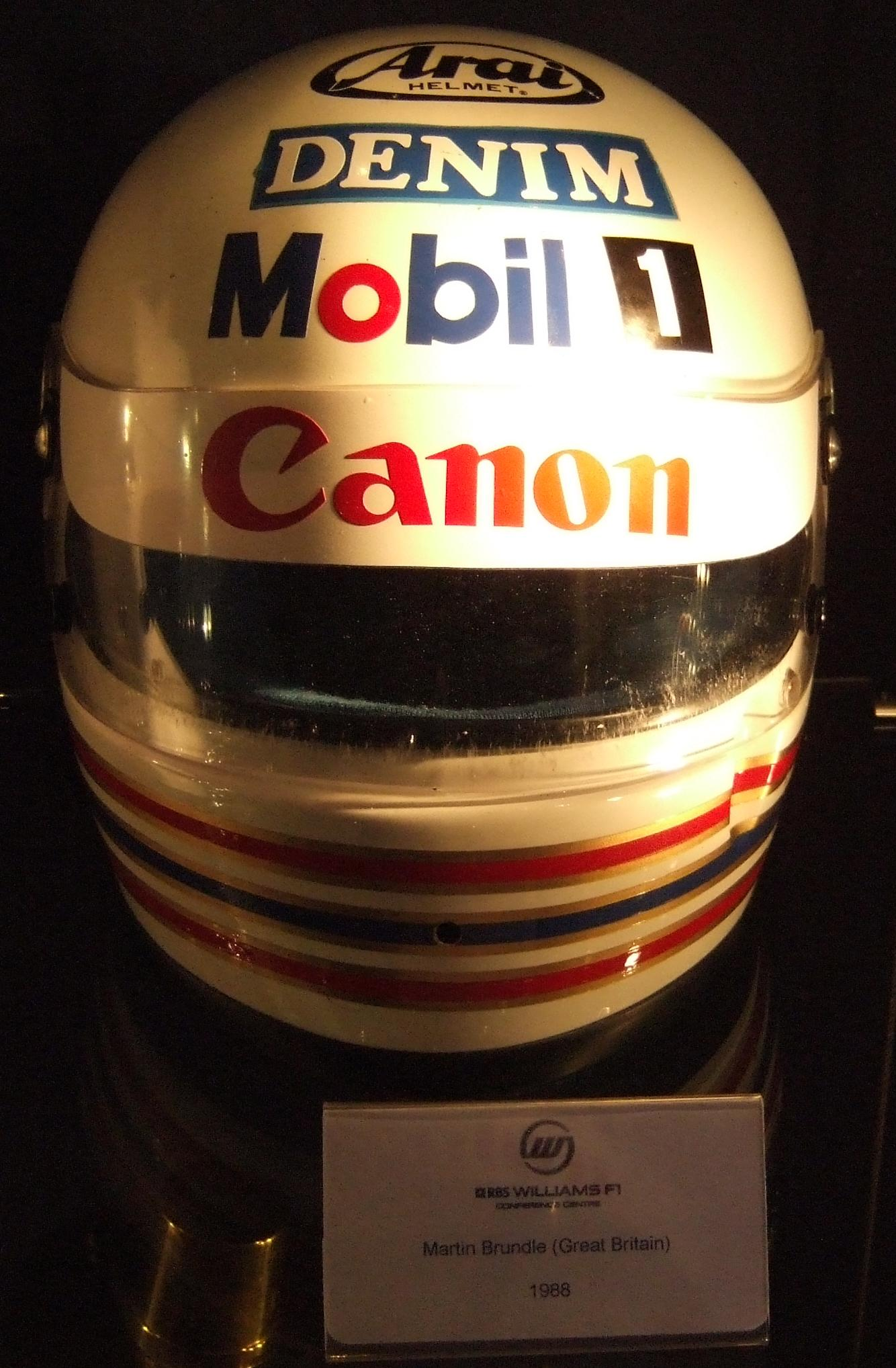
Le casque de Martin Brundle.

### Les débuts
Martin Brundle se révèle en 1983 dans le championnat britannique de Formule 3, où il se montre le rival le plus acharné d'Ayrton Senna. Même si le titre de champion revient au pilote brésilien, Brundle parvient lui aussi à trouver un volant en Formule 1 dès l'année suivante, dans l'écurie Tyrrell. Dès sa première course, au Brésil, Brundle ramène les points de la cinquième place. Mais au volant de la seule monoplace du plateau à moteur atmosphérique, lui et son coéquipier Stefan Bellof comptent surtout sur les sinueux tracés urbains pour se mettre en évidence. Brundle y parvient à l'occasion du GP de Détroit au mois de juin, qu'il termine deuxième, sur les talons du vainqueur Nelson Piquet. Mais la joie est de courte durée pour le pilote britannique, puisque lors de l'épreuve suivante, à Dallas, il se brise les jambes après avoir heurté un muret de béton et doit déclarer forfait pour le reste de la saison. Pire, quelques jours plus tard, Brundle apprend que tous ses résultats du début de saison sont annulés, Tyrrell ayant été reconnu coupable de tricherie par la FIA. À l'issue de sa convalescence, Brundle retrouve sa place chez Tyrrell mais sans jamais parvenir à briller, faute d'un matériel à la hauteur. En 1987, Brundle quitte Tyrrell pour rejoindre l'écurie allemande Zakspeed, mais sans plus de succès.

### Alternance F1/Endurance
Faute de volant intéressant en Formule 1, Brundle se tourne alors vers l'Endurance et le championnat du monde des Sport-Prototype. Dès sa première saison dans la discipline, Brundle remporte le titre mondial de la spécialité au volant d'une Jaguar, dans une équipe emmenée par Tom Walkinshaw. Preuve que la Formule 1 ne l'a pas totalement oublié, il dispute également le GP de Belgique au volant d'une Williams-Judd en remplacement de son compatriote Nigel Mansell, malade. Il gagne le Trophée Segrave, décerné par le Royal Automobile Club.
En 1989, Brundle retrouve la F1, chez Brabham Racing Organisation. Mais malgré quelques coups d'éclat (notamment à Monaco), il en est souvent réduit à se battre en fond de grille.

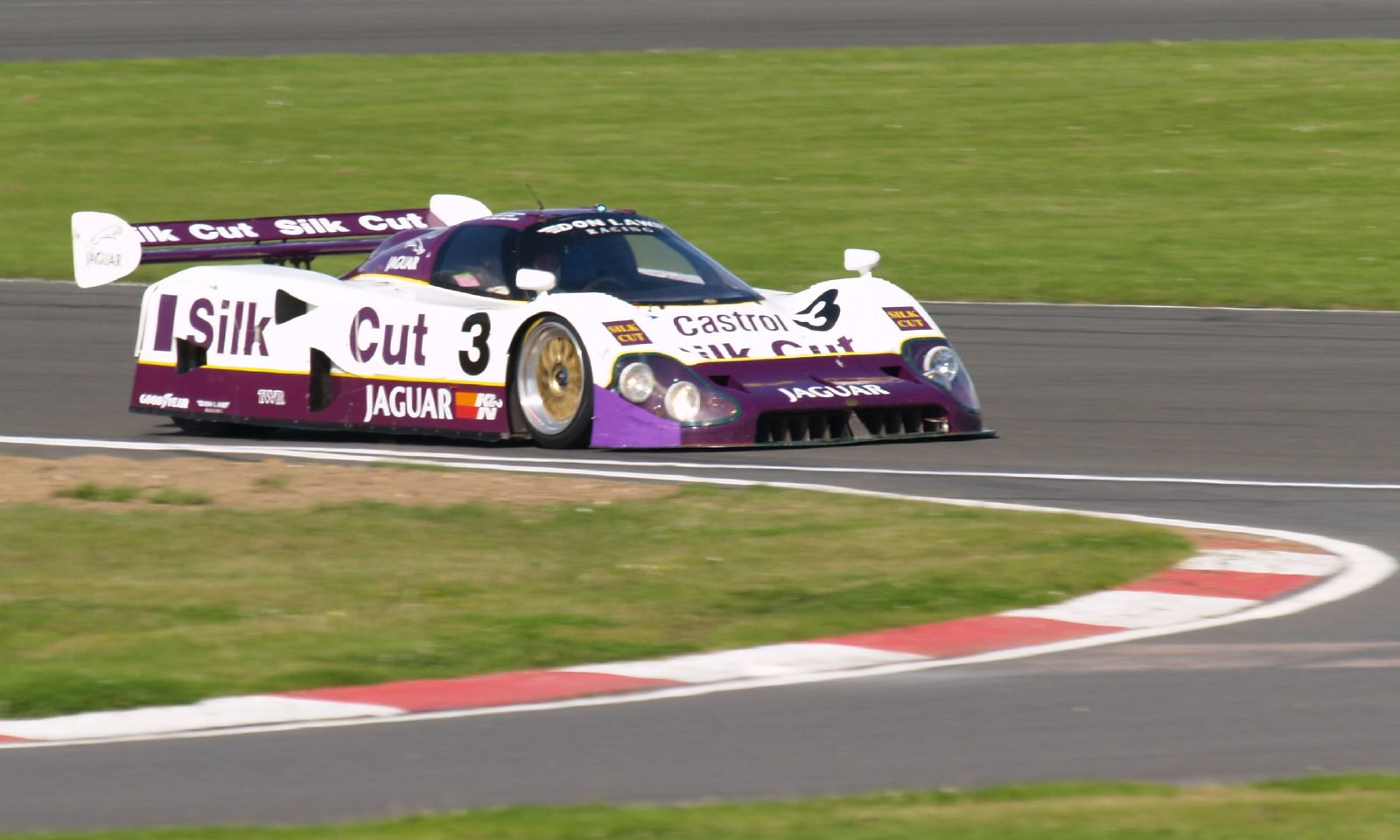
Martin Brundle vainqueur des 24 Heures du Mans 1990 sur la Jaguar XJR-12 avec Price Cobb et John Nielsen.

Il décide alors de retrouver les Protos en 1990, toujours chez Jaguar. Cette deuxième incursion dans le monde de l'Endurance est aussi fructueuse que la première, puisqu'il remporte les 24 Heures du Mans. En 1991, Brundle effectue son deuxième come-back en Formule 1, toujours chez Brabham (avec son quasi-homonyme Mark Blundell comme équipier), mais à nouveau sans possibilité de se mettre en évidence.

### Premiers podiums en F1

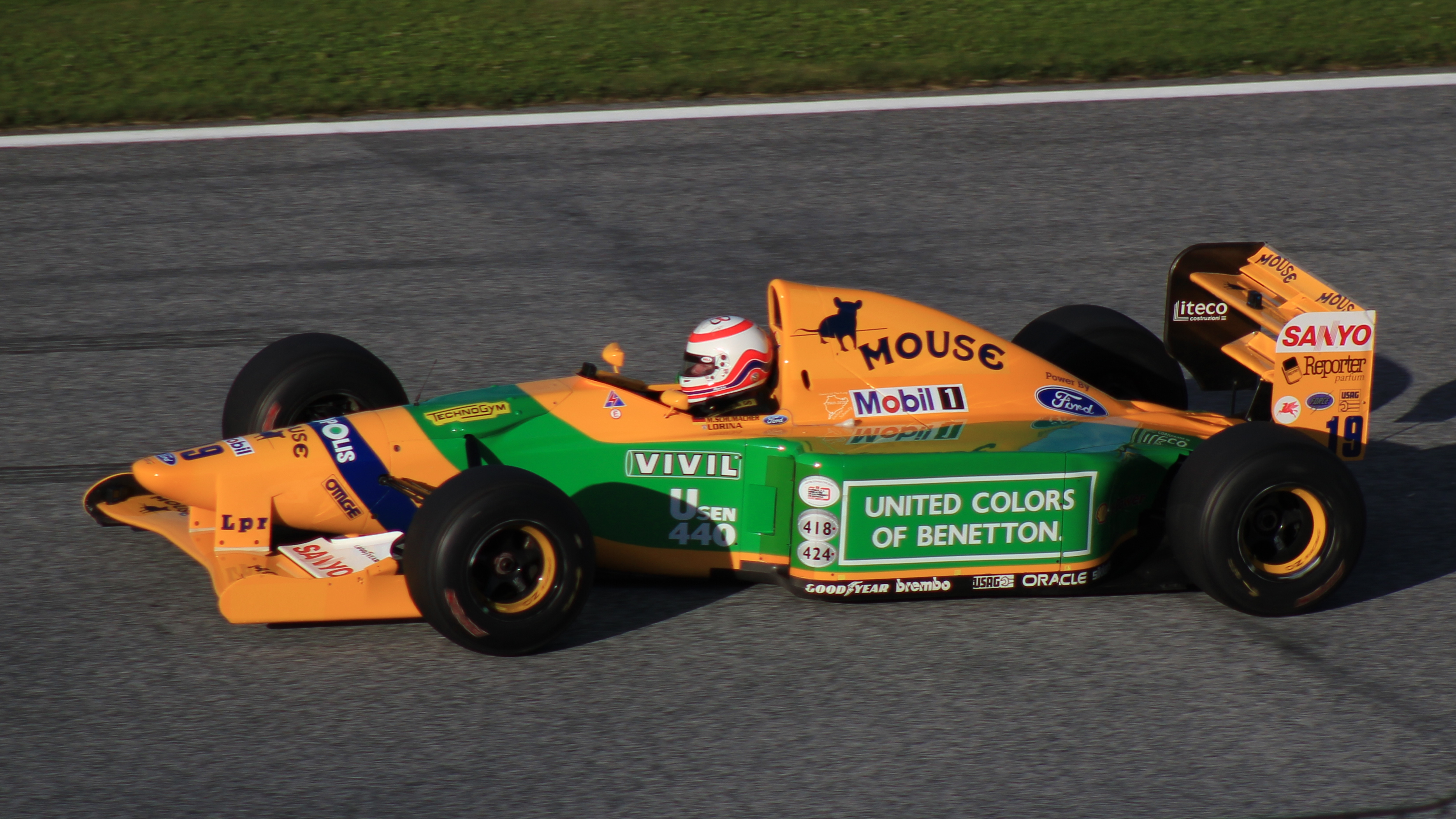
La Benetton B192 de Martin Brundle en 1992.

La carrière en Formule 1 de Brundle décolle enfin en 1992. Tom Walkinshaw, son ancien patron chez Jaguar, désormais en poste chez Benetton, le recrute pour remplacer Nelson Piquet aux côtés du jeune Michael Schumacher. Chez Benetton, Brundle affiche ses limites (il est nettement dominé en vitesse pure par Michael Schumacher, qu'il ne devancera pas une seule fois de l'année dans l'exercice des qualifications), mais démontre également une belle et précieuse constance en course. Malgré cette belle saison 1992, Brundle n'est pas conservé par Benetton.

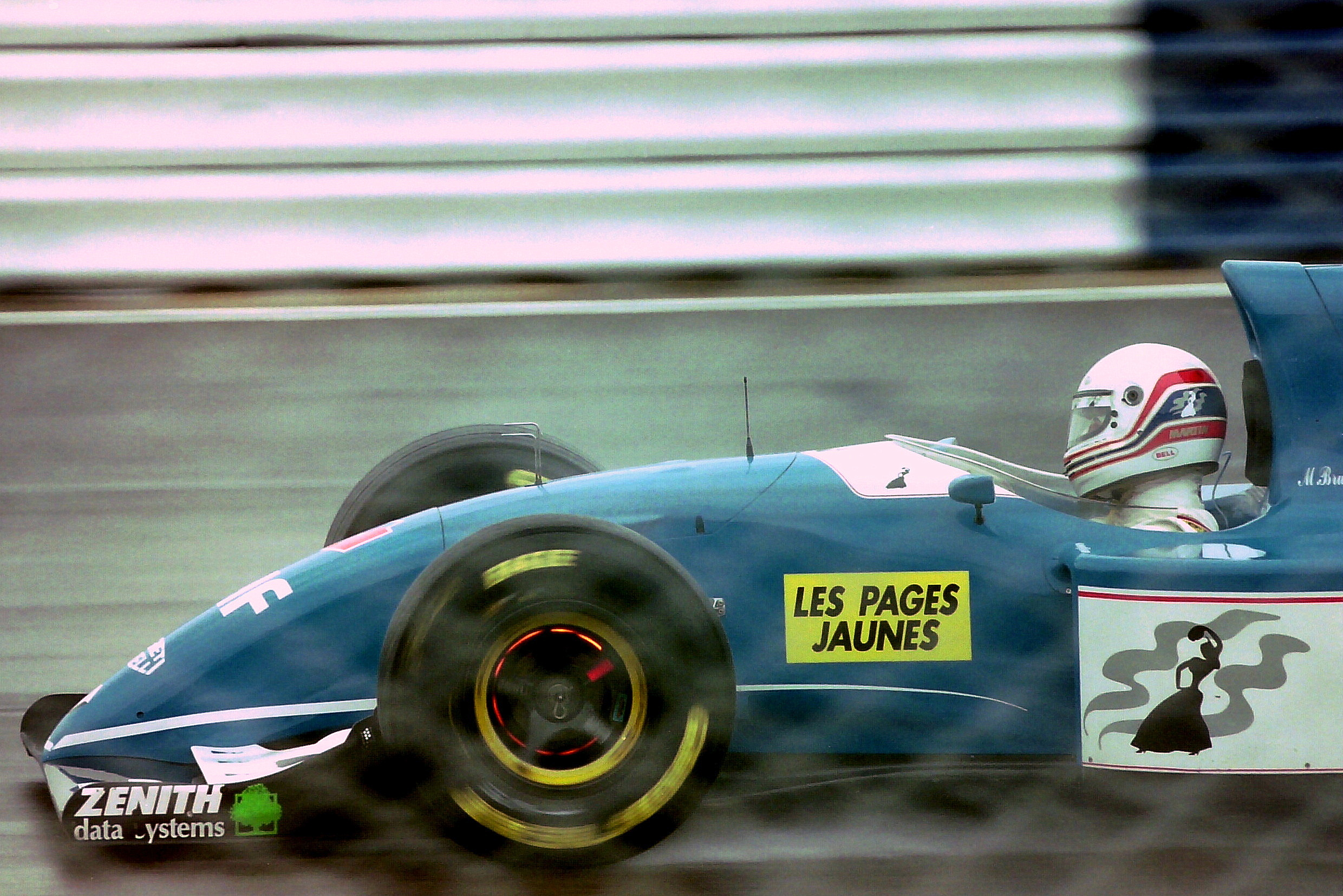
Martin Brundle au Grande-Bretagne 1993.

Longtemps pressenti pour aller épauler Alain Prost chez Williams (le volant ira finalement à Damon Hill), il signe dans l'écurie française Ligier, où il retrouve Mark Blundell.

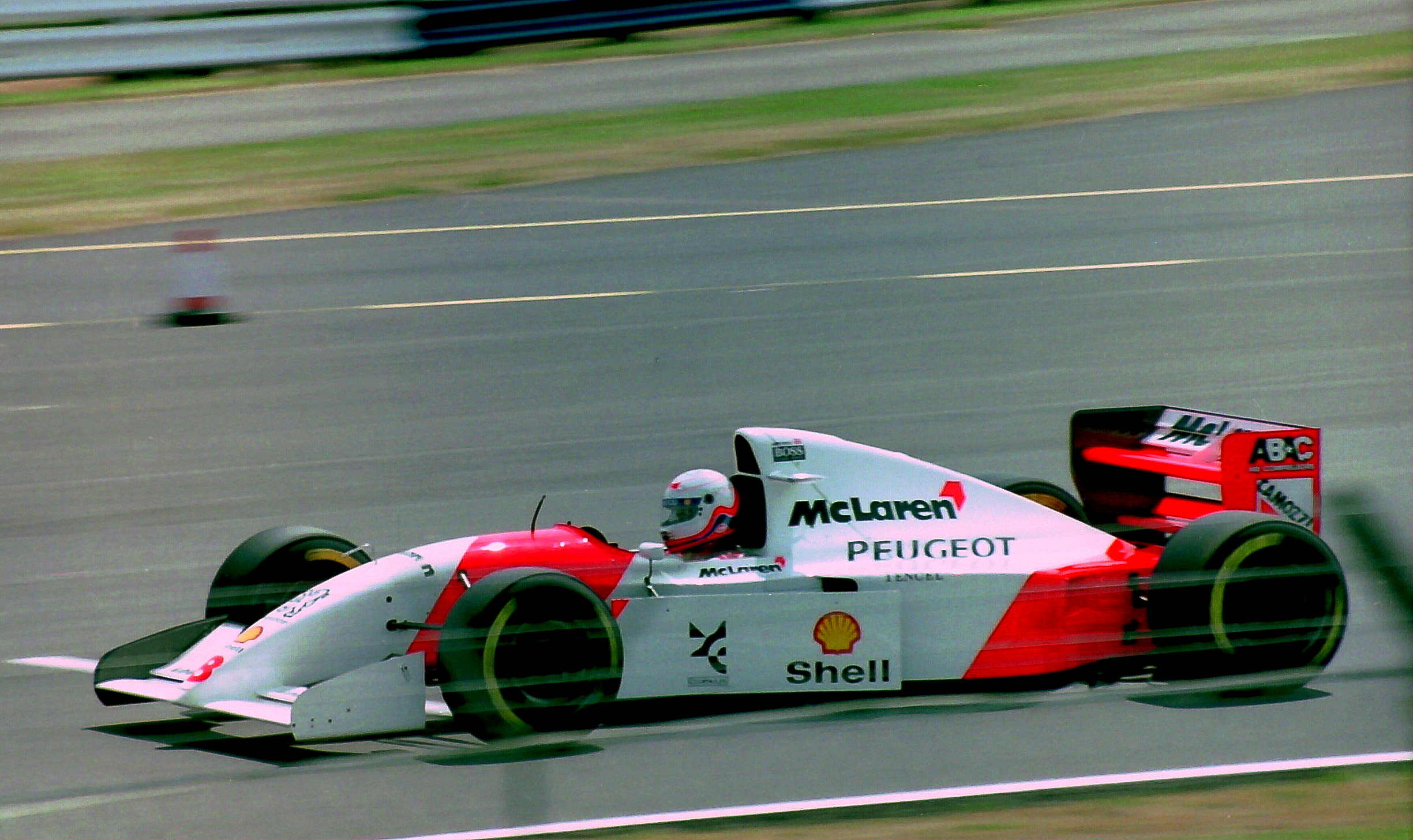
Martin Brundle au Grande-Bretagne 1994.

Auteur à nouveau d'une solide saison chez les Bleus, il est engagé en 1994 chez McLaren, avec la lourde tâche de succéder à Ayrton Senna. Mais la faible fiabilité de sa monture gâche la saison de Brundle, qui espérait enfin remporter sa première victoire en F1. Il décroche quand même un podium de prestige à Monaco. Il convient en outre de noter que tout au long de la saison, Brundle a peiné à soutenir la comparaison avec son véloce équipier finlandais Mika Häkkinen.

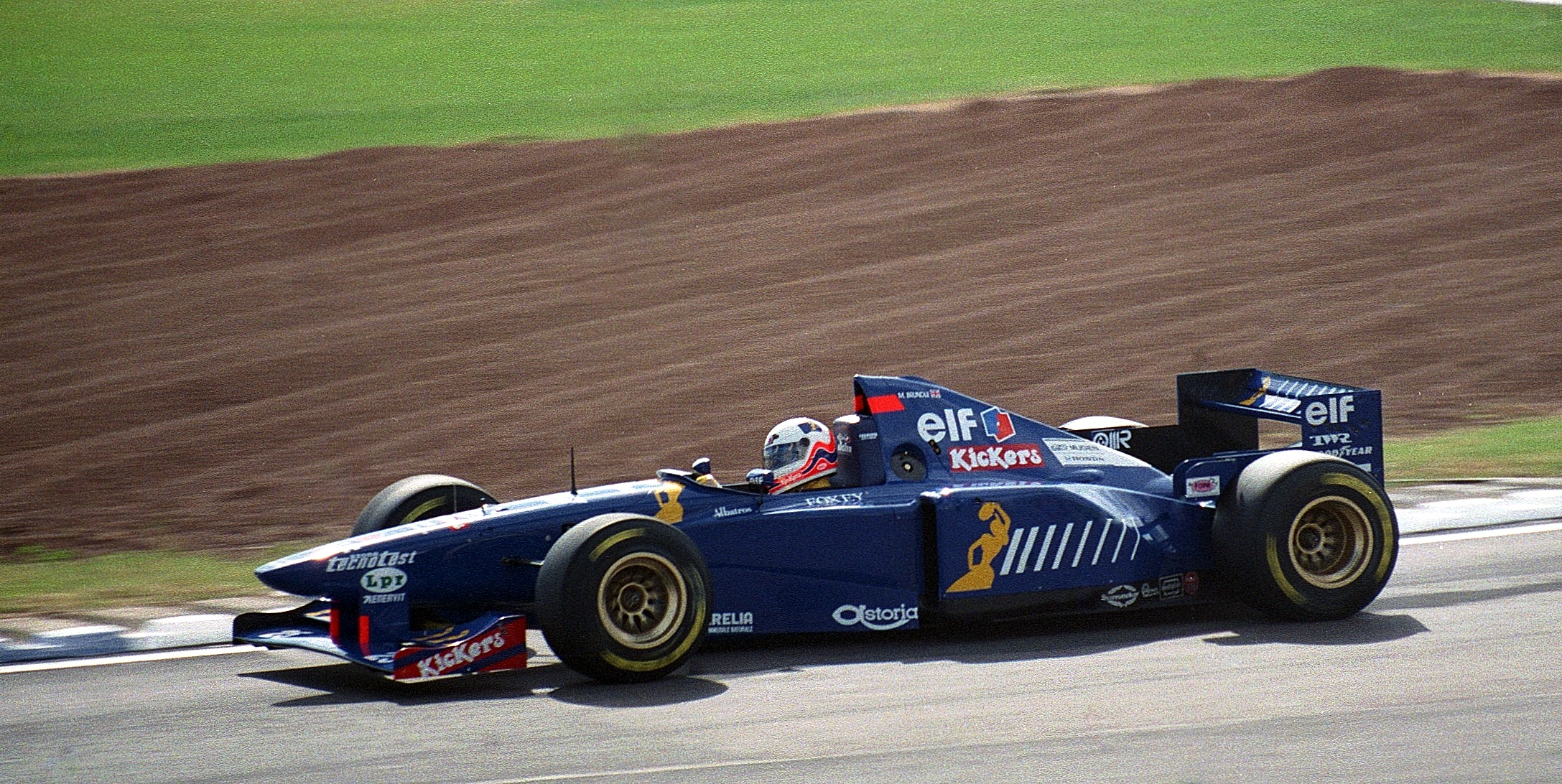
Martin Brundle au Grande-Bretagne 1995.

Non retenu par McLaren, Brundle revient chez Ligier en 1995, où la direction sportive est désormais occupée par Tom Walkinshaw. Mais en raison du contrat signé entre Ligier et le motoriste Mugen-Honda, Brundle doit partager son volant avec le pilote japonais Aguri Suzuki. Malgré cette saison tronquée (Brundle disputera 11 des 17 manches de la saison), il se montre souvent à son avantage, prenant régulièrement l'ascendant sur son équipier Olivier Panis. Au GP de Belgique, sous la pluie, il termine troisième et signe ce qui sera son dernier podium en F1. En 1996, Brundle signe chez Jordan et devient le second pilote, avec Eddie Cheever, ayant couru pour le plus grand nombre d'écuries (huit au total), derrière Andrea De Cesaris (10 équipes entre 1980 et 1994). Après un début de saison très poussif, marqué notamment par un effroyable crash au départ du GP d'Australie (sa voiture, partie en tonneaux, étant littéralement coupée en deux), il réalise à nouveau quelques solides prestations, en faisant jeu égal sur la fin de saison avec l'espoir brésilien Rubens Barrichello.

### Fin de carrière et reconversion
Sans volant à l'issue de la saison 1996, Brundle retourne en Endurance, avec l'espoir de décrocher une nouvelle victoire au Mans. Il n'y parviendra pas, malgré des volants aussi prestigieux que ceux de Toyota ou de Bentley.
À l'issue de sa dernière participation au Mans en 2001, il met un terme à sa carrière et se lance dans le management, d'abord en négociant les contrats de David Coulthard, puis en montant en 2005 avec son ami et ancien coéquipier Mark Blundell la société 2MB Sports Management Ltd, qui gère notamment la carrière de Gary Paffett. Au début de l'année 2009, qui correspond au départ à la retraite de Coulthard, Brundle abandonne ses activités de manager et cède à Blundell ses parts de 2MB pour se concentrer sur son activité de commentateur des Grands Prix sur la BBC (il officiait préalablement sur ITV) et sur la carrière de son fils Alex.
En 2012, il revient aux 24 Heures du Mans onze ans après sa dernière participation et vingt-deux ans après sa victoire de 1990, il fait alors équipe avec son fils Alex dans l'écurie Greaves Motorsport.

## Record
Martin Brundle détient le record du plus grand nombre de GP disputés sans avoir jamais effectué le moindre tour en tête de la course.
Martin Brundle a longtemps détenu le record du plus grand nombre de Grands Prix disputés avant d'obtenir un podium (91 courses) ; il avait pourtant terminé deuxième pour son huitième départ en course mais avait été disqualifié.

## Résultats en championnat du monde de Formule 1
| Saison | Écurie                        | Châssis     | Moteur                   | Pneus    | GP disputés | Points inscrits | Classement |
| ------ | ----------------------------- | ----------- | ------------------------ | -------- | ----------- | --------------- | ---------- |
| 1984   | Tyrrell Racing Organisation   | 012         | Ford V8                  | Goodyear | 7           | 0               | Nc         |
| 1985   | Tyrrell Racing Organisation   | 012 014     | Ford V8 Renault V6 Turbo | Goodyear | 15          | 0               | Nc.        |
| 1986   | Data General Team Tyrrell     | 014 015     | Renault V6 Turbo         | Goodyear | 16          | 8               | 11e        |
| 1987   | West Zakspeed Racing          | 861 871     | Zakspeed L4 Turbo        | Goodyear | 16          | 2               | 18e        |
| 1988   | Canon Williams Team           | FW12        | Judd V8                  | Goodyear | 1           | 0               | Nc         |
| 1989   | Motor Racing Developments     | BT58        | Judd V8                  | Pirelli  | 14          | 4               | 16e        |
| 1991   | Motor Racing Developments ltd | BT59Y BT60Y | Yamaha V12               | Pirelli  | 14          | 2               | 15e        |
| 1992   | Camel Benetton Ford           | B191B B192  | Ford V8                  | Goodyear | 16          | 38              | 6e         |
| 1993   | Ligier Gitanes Blondes        | JS39        | Renault V10              | Goodyear | 16          | 13              | 7e         |
| 1994   | Marlboro McLaren Peugeot      | MP4/9       | Peugeot V10              | Goodyear | 16          | 16              | 7e         |
| 1995   | Ligier Gitanes Blondes        | JS41        | Mugen-Honda V10          | Goodyear | 11          | 7               | 13e        |
| 1996   | B&H Total Jordan Peugeot      | 196         | Peugeot V10              | Goodyear | 16          | 8               | 11e        |

## Résultats aux 24 Heures du Mans
| Année | Équipe                                | Voiture             | Équipiers                         | Résultat  |
| ----- | ------------------------------------- | ------------------- | --------------------------------- | --------- |
| 1987  | Silk Cut Jaguar Tom Walkinshaw Racing | Jaguar XJR-8        | Armin Hahne John Nielsen          | Abandon   |
| 1988  | Silk Cut Jaguar Tom Walkinshaw Racing | Jaguar XJR-9        | John Nielsen                      | Abandon   |
| 1990  | Silk Cut Jaguar Tom Walkinshaw Racing | Jaguar XJR-12       | Price Cobb John Nielsen           | Vainqueur |
| 1997  | Nissan Motorsport TWR                 | Nissan R390 GT1     | Jörg Müller Wayne Taylor          | Abandon   |
| 1998  | Toyota Motorsport Toyota Team Europe  | Toyota GT-One       | Emmanuel Collard Eric Hélary      | Abandon   |
| 1999  | Toyota Motorsport Toyota Team Europe  | Toyota GT-One       | Emmanuel Collard Vincenzo Sospiri | Abandon   |
| 2001  | Team Bentley                          | Bentley EXP Speed 8 | Stéphane Ortelli Guy Smith        | Abandon   |
| 2012  | Greaves Motorsport                    | Zytek Z11SN-Nissan  | Lucas Ordóñez Alex Brundle        | 15e       |

## Autres victoires en SportsCars
- Vainqueur des 500 kilomètres de Donington 1983 sur Jaguar
- Vainqueur des 1 000 kilomètres de Zeltweg 1983 sur Jaguar
- Vainqueur des 500 kilomètres de Pergusa 1984 sur Jaguar
- Vainqueur des 1 000 kilomètres de Spa 1987 sur Jaguar
- Vainqueur des 24 Heures de Daytona 1988 et 1990 sur Jaguar
- Vainqueur des 360 kilomètres de Jarama 1988 sur Jaguar
- Vainqueur des 1 000 kilomètres de Spa 1988 sur Jaguar
- Vainqueur des 1 000 kilomètres de Silverstone 1988 sur Jaguar
- Vainqueur des 1 000 kilomètres de Brands Hatch 1988 sur Jaguar
- Vainqueur des 1 000 kilomètres de Fuji 1988 sur Jaguar
- Vainqueur des 2 Heures del Mar 1988 sur Jaguar
- Vainqueur des 480 kilomètres de Silverstone 1988 sur Jaguar
- Vainqueur des 430 kilomètres de Monza 1991 sur Jaguar
- Préqualifications du Mans 1997 (Nissan) et 1999 (Toyota)

## Titre
- Champion du monde des Sport-Prototype en 1988 sur Jaguar (XJR-8 et XJR-9 7L. V12 de l'écurie Silk Cut).